# Colgajo (diente)
El colgajo es la mucosa que rodea el hueso del diente. Está formado por mucosa o fibromucosa, y el periostio en caso de ser un colgajo de espesor total, que es el más habitual en la cirugía bucal de tejidos duros. Sin embargo, cuando la cirugía bucal se realiza sobre tejidos blandos gingivales o periimplantarios muchos colgajos son de espesor parcial, por lo que contienen solamente mucosa sin el periostio, que seguirá pegado al hueso. 
La técnica de elevación del colgajo es un procedimiento quirúrgico, utilizado en odontología, por el cual se procede a levantar la mucosa del hueso, levantando dicho colgajo y manteniéndolo separado del campo operatorio, generalmente por medio de unas herramientas llamadas osteótomos.
Colgajo es una porción de tejido separado parcialmente de su lugar de origen y que mantiene la comunicación a este por una porción llamada pedículo. Esta definición aplica a cualquier área o tipo de tejido. El epitelio de revestimiento que rodea a un diente se denomina encía, que a su vez se sub divide en adherida o también llamada insertada, papilar o interdental y libre o marginal, de esta para algunos procedimientos , se realizan distintos tipos de colgajos.
- Apicectomía
- Ostectomía
- Técnica de elevación del colgajo
- Técnica de regeneración ósea guiada
- Gingivoplastia

- Datos: Q2893358